# فوزي خلف
فوزي خلف هو سياسي عراقي سابق، شغل عضوية القيادة القطرية لحزب البعث العربي الاشتراكي في العراق للفترة من أيلول 1991 إلى 1994.
ذكره أيضا برزان التكريتي في مذكراته «السنوات الحلوة والسنين المرة».